# Головачка уральська
Головачка уральська (Cephalaria uralensis) — вид рослин з родини жимолостевих (Caprifoliaceae); населяє південну й південно-східну Європу, Азербайджан, Казахстан, зх. Сибір.

## Опис
Багаторічна рослина 40–80 см заввишки. Нижні листки цільні, інші перисто-надрізані, з вузько-ланцетними частками, щетинисті. Обгорточки1 вгорі з 8 зубчиками.

## Поширення
Населяє південну й південно-східну Європу (колишня Югославія, Болгарія, Румунія, Молдова, Україна, Росія), Азербайджан, Казахстан, зх. Сибір.
В Україні вид зростає на сухих кам'янистих схилах, вапняках, крейді — у Лісостепу, Степу, Криму.